# Севдалин Минчев
Севдалин Минчев (25 липня 1974) — болгарський важкоатлет.
Бронзовий призер Олімпійських Ігор 1996 року в категорії до 54 кг, учасник 1992, 2000, 2004 років.
Срібний призер Чемпіонату світу 1991 року в категорії до 52 кг, бронзовий призер 1994 (до 54 кг), 1997 (до 59 кг), 1998 (до 62 кг), 1999 (до 62 кг) років.
Чемпіон Європи 1992 (до 52 кг), 1999 (до 62 кг), 2004 (до 62 кг), 2005 (до 62 кг) років, срібний призер 1991 (до 52 кг), 1993 (до 54 кг), 1994 (до 54 кг), 1995 (до 59 кг), 1996 (до 59 кг), 1997 (до 54 кг), 2000 (до 62 кг) років.